# Lingue dell'India
L'India ha una vasta lista di lingue parlate da differenti gruppi di persone. Sono state censite almeno 23 diverse lingue e circa 2.000 dialetti. Le due maggiori famiglie linguistiche in India sono le lingue indoeuropee (rappresentate dal gruppo delle lingue indoarie), parlate dal 72% degli indiani, e le lingue dravidiche, parlate dal 25% della popolazione. Nel paese sono inoltre parlate lingue austroasiatiche, tibeto-birmane e lingue isolate o di altre famiglie linguistiche minori.

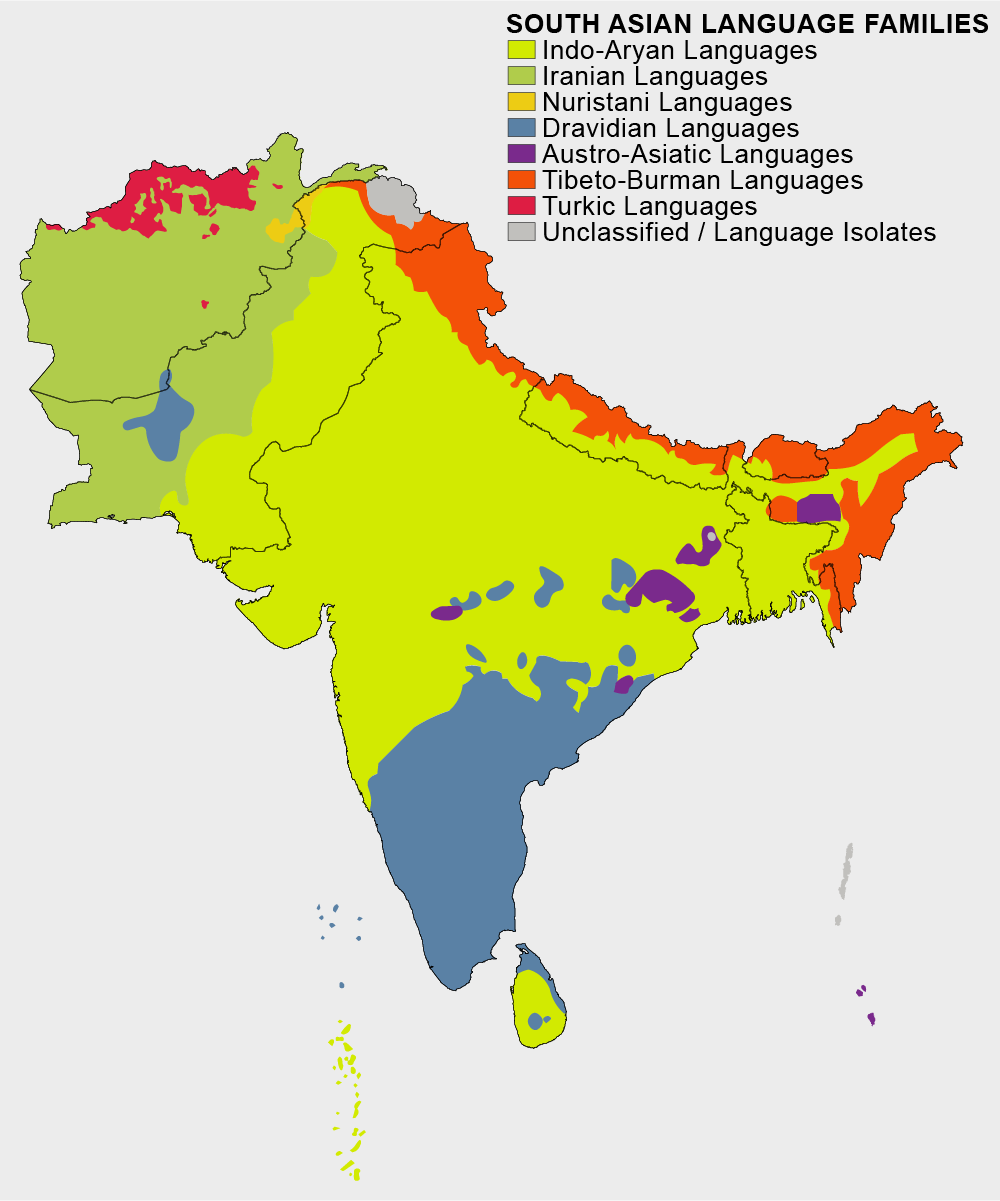
Famiglie linguistiche indiane

La Costituzione dell'India ha definito l'uso della hindi e dell'inglese come le due lingue ufficiali per il governo nazionale. Classifica, inoltre, un insieme di 22 lingue registrate, che possono essere ufficialmente adottate dai diversi stati per necessità amministrative, come uno strumento di comunicazione tra il governo nazionale e quello degli stati e per gli esami pubblici condotti per le selezioni degli impiegati del governo centrale. In ogni caso, non esiste una "lingua nazionale" indiana.
Secondo i piani, l'inglese avrebbe dovuto cessare di essere lingua ufficiale (cioè allo stesso livello dello hindi) dal 1962, dopodiché sarebbe continuato il suo uso come "lingua ufficiale supplementare associata" fino al momento in cui un comitato nominato avrebbe potuto decidere una transizione completa allo hindi, basata su una revisione periodica. Tuttavia, dopo proteste di alcuni stati come Tamil Nadu, in cui è bassa la penetrazione dello hindi, "il sistema di lingua gemellare" è stato istituzionalizzato con l'Official Language Act del 1963. A causa del rapido processo di industrializzazione e dell'influenza multinazionale sull'economia indiana, l'inglese continua ad essere un mezzo di comunicazione popolare ed influente nel governo e nel commercio quotidiano.

## Lingue ufficiali (Amministrazione centrale)
- Lingua hindi
- Lingua inglese (utilizzata prevalentemente nel commercio e supplementare)

## Lingue riconosciute dalla Costituzione dell'India

Lingue ufficiali dell'India per Stati e territori dell'Unione.

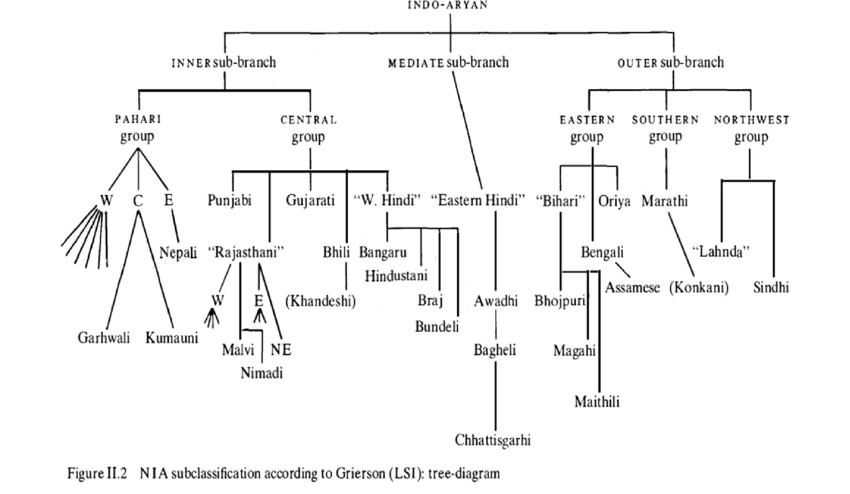
Tabella di classificazione delle lingue indo-ariane dell'India

L'allegato VIII della Costituzione dell'India riconosce ufficialmente 21 lingue, come segue:
- Lingua assamese
- Lingua bengali
- Lingua bodo
- Lingua dogri
- Lingua gujarati
- Lingua kannada
- Lingua kashmiri
- Lingua konkani
- Lingua maithili
- Lingua malayalam
- Lingua manipuri
- Lingua marathi
- Lingua nepalese
- Lingua oriya
- Lingua punjabi
- Lingua sanscrita
- Lingua santali
- Lingua sindhi
- Lingua tamil
- Lingua telugu
- Lingua urdu

## Lingue ufficiali dei singoli stati e territori
Stati
- Andhra Pradesh: lingua telugu,[3]
- Arunachal Pradesh
- Assam: lingua assamese, lingua bodo, lingua karbi[4]
- Bengala Occidentale: lingua bengali [5]
- Bihar
- Chhattisgarh: lingua chhattisgarhi[6]
- Goa: lingua konkani[7]
- Gujarat: lingua gujarati[8]
- Haryana: lingua hindi, lingua punjabi[9]
- Himachal Pradesh: lingua himachali , Lingua punjabi[10]
- Jharkhand
- Karnataka: lingua kannada[11]
- Kerala: lingua inglese, lingua malayalam[12]
- Madhya Pradesh: lingua hindi[13]
- Maharashtra: lingua marathi[14]
- Manipur
- Meghalaya: lingua inglese[15][16]
- Mizoram: lingua mizo[17][18]
- Nagaland: lingua inglese[16][19]
- Orissa: lingua oriya[20]
- Punjab: lingua punjabi[21]
- Rajasthan
- Sikkim: lingua lepcha, lingua limbu, lingua nepalese, lingua sikkimese[22]
- Tamil Nadu: lingua tamil[23]
- Tripura: lingua bengali, lingua inglese[24]
- Uttarakhand
- Uttar Pradesh

Territori dell'Unione
- Andamane e Nicobare
- Chandigarh: Lingua Punjabi e Lingua inglese
- Dadra e Nagar Haveli e Daman e Diu: lingua gujarati, lingua hindi, lingua konkani, lingua marathi
- Jammu e Kashmir: lingua kashmiri
- Laccadive
- Ladakh: lingua ladakhi
- Pondicherry: lingua inglese, lingua francese (de facto), lingua tamil, lingua malayalam, lingua telugu[25]

Territorio della Capitale
- Delhi: lingua hindi, lingua punjabi, lingua urdu[26]

## Altre lingue ampiamente diffuse
Le lingue non ufficiali che contano circa 5 milioni di parlanti o più sono:
- Lingua awadhi (spesso considerata una sottovarietà dell'hindi)
- Lingua bhili (tribù Bhil)
- Lingua bhojpuri (lingua del Bihar, spesso considerata una sottovarietà dell'hindi)
- Lingua bundeli (spesso considerata una sottovarietà di Hindi; al 2022, è parlata da 5,6 milioni di parlanti totali[27])
- Lingua gondi (Gond tribals)
- Lingua haryanvi (lingua dell'Haryana, spesso considerata una sottovarietà dell'hindi)
- Lingua indostana (unione di hindi e urdu, diffusamente parlata nell'India settentrionale)
- Lingua kanauji (lingua dell'Uttar Pradesh, spesso considerata una sottovarietà dell'hindi; al 2022, è parlata da 6 milioni di parlanti totali[27])
- Lingua kodava, parlata nel distretto di Kodagu del Karnataka
- Lingua kachchi (lingua del distretto del Kutch, nel Gujarat)
- Lingua magadhi (lingua del Bihar meridionale, spesso considerata una sottovarietà dell'hindi)
- Lingua marwari (lingua del Rajasthan, spesso considerata una sottovarietà dell'hindi)
- Lingua tulu (parlata dai Tulu del Karnataka e del Kerala)